# Arts martiaux birmans

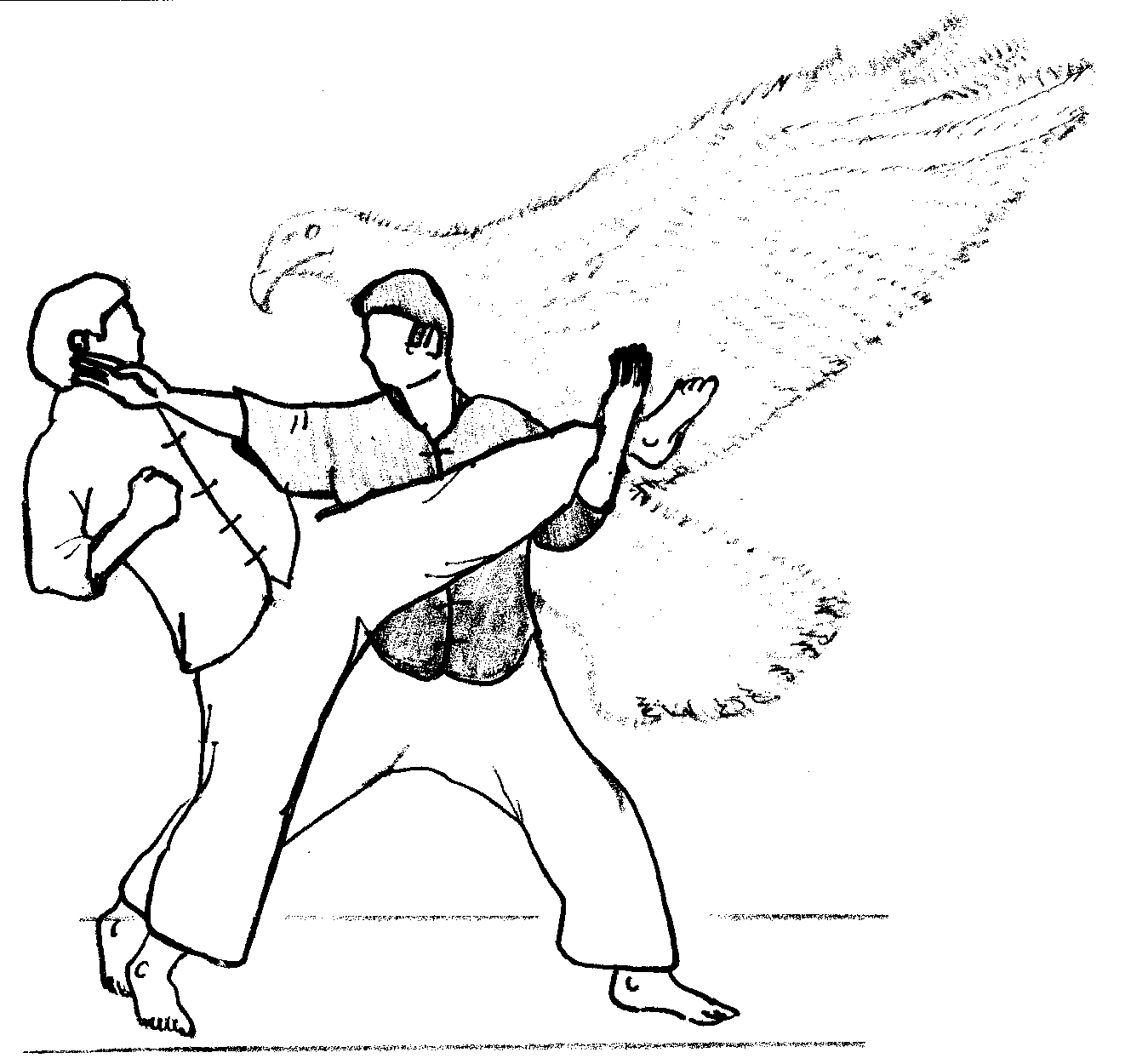
Défense sur une attaque en coup de pied (forme de type « aigle »).

Les arts martiaux birmans sont aussi surnommés thaing (birman သိုင်း), un terme générique datant du IIIe siècle, qui signifie auto-défense et désigne aujourd'hui l'ensemble des pratiques de combat issues de la Birmanie (République de l'Union du Myanmar). Prononciation [θaiɴ] (« th » avec la langue entre les dents comme le « th » de l’anglais thing, « ai » comme  en français « ail », « ng » presque comme dans « parking ».
Ils sont le fruit d'une longue évolution historique, dont les origines dateraient de plus de 4500 ans. Ils descendent, d’une part, des techniques guerrières, prises dans leur vocation primitive sur le champ de bataille et dont on a retenu les règles et les principes d’entraînement, et d'autre part de la réflexion de moines dans le besoin de se défendre et de s’entretenir physiquement, méthodes utilitaires devenant peu à peu des arts martiaux rituels.

## Historique et développement
Le thaing doit sa richesse technique aux peuplades dispersées dans des jungles épaisses, tels les Nungs et les Rawangs dont l’animal vénéré est le sanglier ; les Nagas, adorateurs du singe noir, du tigre et du sanglier ; les Marus adorateurs du tigre ; les Was et leur culte pour le cerf ; les Karens (Kayins) qui vénèrent le buffle ; les Shans, dont les techniques de combat sont influencées par les pratiques chinoises. Ces peuplades ont développé chacune leurs propres méthodes de combat, calquées très souvent sur le comportement animal. De nombreuses spécificités se retrouvent dans le « travail à mains nues » (bando) et dans le « maniement des armes » (banshay). Techniques réalistes, sobres et efficaces, elles conduisent à des pratiques ludiques, tel que la lutte birmane (naban) codifiée au IXe siècle et la célèbre boxe birmane (lethwei), règlementée au XIe siècle.
Parallèlement aux pratiques des différentes ethnies, les moines birmans ont développé des méthodes axées sur les concepts d’autodéfense et de non-violence. Elles affichent de fortes valeurs humaines et sociales, telles le respect des autres, l’équilibre personnel, l’harmonie avec les proches et avec l’environnement.

### Composantes ancestrales des arts martiaux de Birmanie
Le premier répertoire des pratiques guerrières birmanes date du VIe siècle. Les disciplines ancestrales sont les suivantes :
1. Le combat avec les animaux (éléphant, cheval, buffle, chien),
2. Le combat du soldat à pied avec armes diverses : arc, arbalète, sabre, lance, dague, bouclier (banshay),
3. Le travail de la lutte à mains nues (naban),
4. Le travail de la boxe à mains nues (lethwei),
5. L'auto-défense (bando),
6. Le développement physique notamment par le Yoga birman (bando-yoga),
7. La médecine des herbes et des plantes,
8. Les techniques de massage,
9. La préparation mentale, les soins de l’esprit et le développement énergétique (minzin).

### Époque moderne

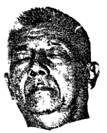
Ba Than est avec U Pyi Thein et U Chit Than un des rénovateurs des arts martiaux birmans au XXe siècle.

Le Thaing bando a été introduit en Europe par l'expert Birman sayagyi U Hla Win au début des années 1960. C'est un américain, maitre Jonathan Collins, qui introduira le Thaing Bando en France en 1986, puis en Suisse en 1987.
Le Thaing bando a été introduit en Europe par l'expert Birman sayagyi U Hla Win au début des années 1960. C'est un américain, maitre Jonathan Collins, qui introduira le Thaing Bando en France en 1986, puis en Suisse en 1987.
Le style le plus pratiqué aux États-Unis est l'hanthawaddy-thaing. Celui-ci prétend rassembler les pratiques recensées après la seconde guerre mondiale par un groupe d’experts soucieux de préserver les arts de combat du pays, dont le meneur fut Ba Than (1883-1968), alors Directeur des Sports au Ministère de l’Éducation. Il aurait, avec l'aide de neuf experts, rénové de 1946 à sa mort le Thaing du XIXe siècle des moines du nord de la Birmanie, l'Hanthawaddy-thaing, pour en faire un nouvel ensemble, l’Hanthawaddy Bando system (en anglais). Cette œuvre a été interrompue par son décès. Il est à noter que cette version n'est pas confirmée à ce jour par les experts du Myanmar qui ne reconnaissent pas Ba Than comme maître de Thaing Bando, ni comme pratiquant d'ailleurs..

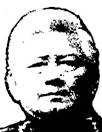
Maung GYI dans les années 1990

Un des ambassadeurs de ce courant pour l’occident est Maung Gyi, expatrié aux États-Unis depuis 1959, il développe une approche très personnelle et occidentalisée du Bando. Des recherches plus poussées notent que cette version est contestable et que le style pratiqué aux États-Unis est très occidentalisé. Ce Birman arrivé très jeune aux États-Unis aurait complété sa pratique de techniques venant d'autres styles dans les premières décennies du développement du Bando aux États-Unis. Il enrichira par la suite son style en le rapprochant en apparence des styles ancestraux du Myanmar, avec l'introduction de formes animales et l'utilisation du dha (sabre birman). Des troubles ont été soulignés sur histoire de dr Maung Gyi, ce  dès le début des années 2000. Il est aujourd'hui retiré de l'American Bando Association (2006).
Pour la Birmanie, les véritables grands maîtres historique pour ces périodes sont sayagyi U Pye Thein, sayagyi U Maung Lay, sayagyi U Chit Than... La fédération qui gère le Thaing et ses composantes en Birmanie est la Myanmar Thaing Federation (MTF). Elle a été créée au début des années 1960 par le grand maitre U Chit Than.
Le document de formation de la Commission de Bando et Boxe Birmane de la  Fédération Française de Kick boxing Muay Thai et DA nous confirme que Thaing a été introduit dès 1986 en France, en Suisse ainsi qu'en Espagne, par un Américain, maître Jonathan Collins ancien élève dissident de Dr Maung Gyi. Mais bien avant dès le début des années 1960 le Thaing et ses spécialités (Bando, Lethwei, Naban, travail énergétique) se développaient en Angleterre grâce à Sayagyi U Hla Win, actuel responsable technique pour l’Europe nommé par la Myanmar Thaing Association. Il est également un des grands maîtres de la commission technique mondiale au sein de l’International Thaing Bando Association, qui est la seule structure internationale reconnue par les maîtres de Birmanie et la Myanmar Thaing Federation pour le développement des arts martiaux et des sports de combats au niveau mondial.
La fédération internationale (International Bando Association, I.B.A) aurait été créée au début des années 1960. Mais les véritables statuts reconnus de l'IBA ont été déposés au Myanmar en 1997 par Jonathan Collins et Jésus Vazquez Rivera. Celle-ci est devenue en 2009 l'International Thaing Bando Association (I.T.B.A.), dont le premier président a été l'espagnol Jésus Vazquez Rivera, de 2009 à 2012. Il a été remplacé en octobre 2012 par un natif du Myanmar (ex Birmanie), le grand maître sayagyi U Hla Win, son vice-président étant le Français Jean-Roger Callière qui est président de la Fédération européenne de Thaing Bando et Lethwei, ainsi que la fédération française.
Les arts martiaux birmans sont gérés par le groupement Bando Thaing France et sont disciplines associées au sein de la Fédération Française de Kick boxing Muay thaï et Discipline Associées. La FFKMDA est reconnue par le ministère ses sports. Le groupement Bando Thaing France est le seul groupement reconnu par la Birmanie (Myanmar) et la fédération Birmane pour l’enseignement du Thaing est de ses composantes :
- le bando « mains nues »
- le banshay « travail des armes »
- le naban « lutte birmane »
- Lethwei « boxe birmane »

## Principaux styles traditionnels pratiqués en Birmanie
Il existe de nombreuses variétés de pratiques, d’école et de branches, d’où l'appellation de « Système Thaing ». La Birmanie compte une centaine d’écoles différentes, aux pratiques diverses et spécifiques, qui font la richesse du thaing.
Les styles les plus populaires en Birmanie depuis les années 1980 sont les suivants :
- Le Royal Palace Style (Nan twin thaing) de l’Institut Royal d’Arts martiaux birmans, dont le chef de file est Yekkha Minn.

- L’école du chemin opposé (Pyompya thaing), en anglais « School of the hard-soft way », où prédominent des mouvements circulaires et des formes animales propres aux techniques du singe, du scorpion, de la panthère, du buffle et du cobra. C’est un style très proche de certains arts martiaux chinois. Il utilise des stratégies surprenantes et rares, tels des blocages circulaires et des coups de poing mélangés à des saisies. Un de ses chefs de file est Thien Hla.

- Le style du serpent (Neganadai thaing) ou en anglais « Snake style ».

- Le style shan (Shan thaing) : écoles situées dans l’État Shan, un style martial influencé par la culture chinoise.

- Le Bando d'Hanthawaddy (Hanthawaddy-thaing), le système martial de Birmanie le plus développé dans le monde, dont l’un des représentants en occident est Maung Gyi.

- Le Djumba, art de combat peu connu comprenant des éléments acrobatiques. Certains l’appellent « l’art oublié » ou « l’art secret ». Il était anciennement pratiqués par les moines guerriers dans les monastères.

- La pratique la plus populaire en Birmanie est la boxe birmane (Lethwei), aussi ancienne que la nation birmane.

## Pratiques modernes des arts birmans en occident

### Les formes martiales
Le thaing moderne tel qu'on le pratique aujourd'hui en occident remonterait aux années 1930. Il est le fruit du travail d'une poignée d'officiers du 10e régiment de Gurkhas de l'armée impériale britannique, désireux de restaurer et codifier la pratique des anciens arts martiaux birmans. Ainsi naquit en 1947  sous l'égide de Ba Than (Gyi)) la National Bando Association (N.B.A), puis l'International Bando Association (I.B.A), désormais International Thaing Bando Association (I.T.B.A) dont le siège est à Lausanne en Suisse.
La pratique des différentes disciplines du système martial birman est extrêmement codifiée. L'acquisition et la transmission des gestes techniques s'effectuent notamment par le biais de matrices de base (techniques de pied, de poing, de blocage, de déplacement…) et de formes ancestrales ou akas (sortes de combats imaginaires codifiés contre un ou plusieurs adversaires qui permettent aussi de développer la concentration, le travail sur l'énergie et les qualités physiques). 

#### Bando
Le travail à mains nues, utilise une pratique axée sur le comportement des animaux. Il allie un ensemble de techniques : travail de percussion, de saisie, de projection et de soumission.
En occident, le terme "bando" remplace souvent le terme "thaing" pour désigner l’ensemble des arts martiaux birmans.

#### Banshay
Le système de combat avec armes (bâton, sabre, poignard) est la pratique majeure du système Thaing. le travail des armes commence souvent par le maniement du bâton court. L'apprentissage du sabre est réservé aux plus expérimentés. L'arme spécifique du banshay est le dha (sabre birman).

#### Lethwei
La boxe birmane ou lethwei est une boxe pieds-poings. Sa version sportive est le Bando-kickboxing.
Le travail pugilistique en musique (cardio-lethwei) qui se pratique aux (États-Unis) est une forme de pratique moderne, axée sur la condition physique et le développement cardio-respiratoire, il consiste à exécuter des techniques de lethwei dans le vide, en musique et chorégraphiées.

#### Naban
Le naban est une forme de lutte et permet, quant à elle, une approche complète du travail au sol et du corps à corps, avec l'apprentissage des techniques de projection, de contrôle (immobilisations) et de soumission (clefs, strangulations, points de pression, pincements, écartèlements…). C'est une activité très physique, qui constitue la continuation logique du combat à mi-distance. 

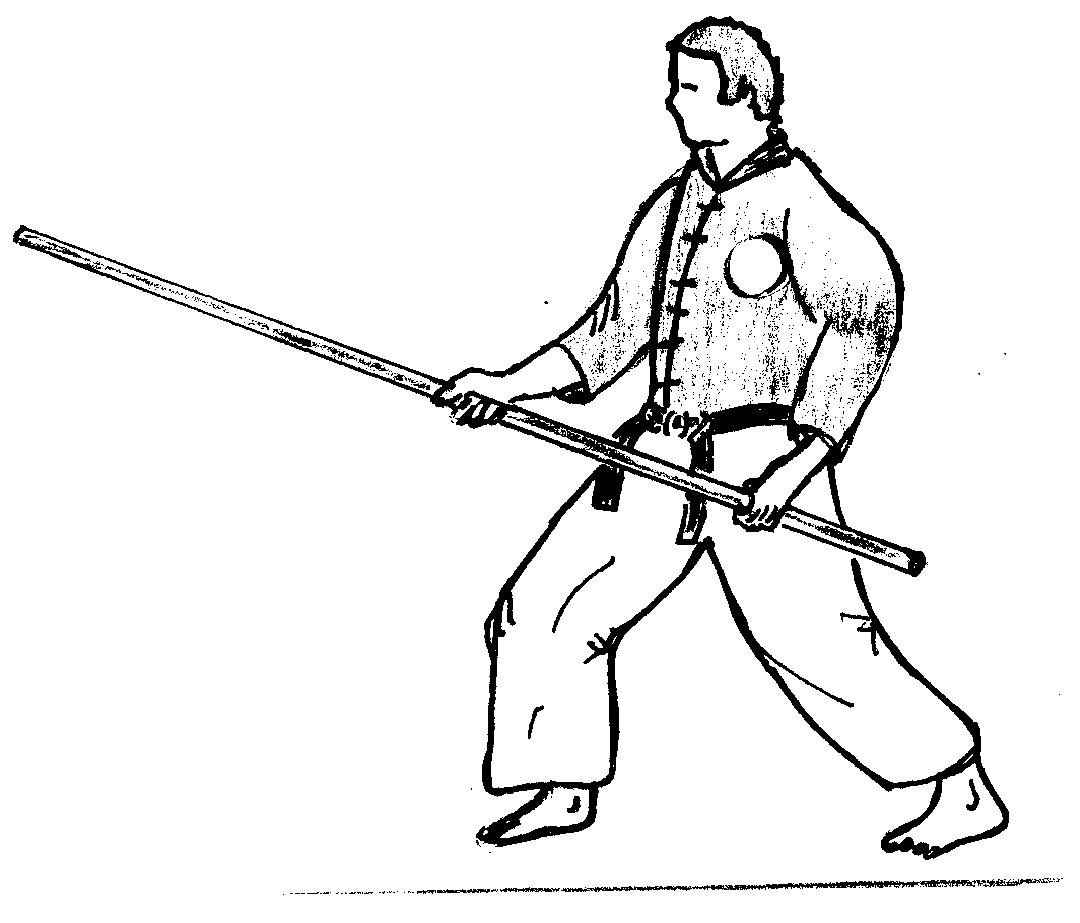
Travail avec bâton long.
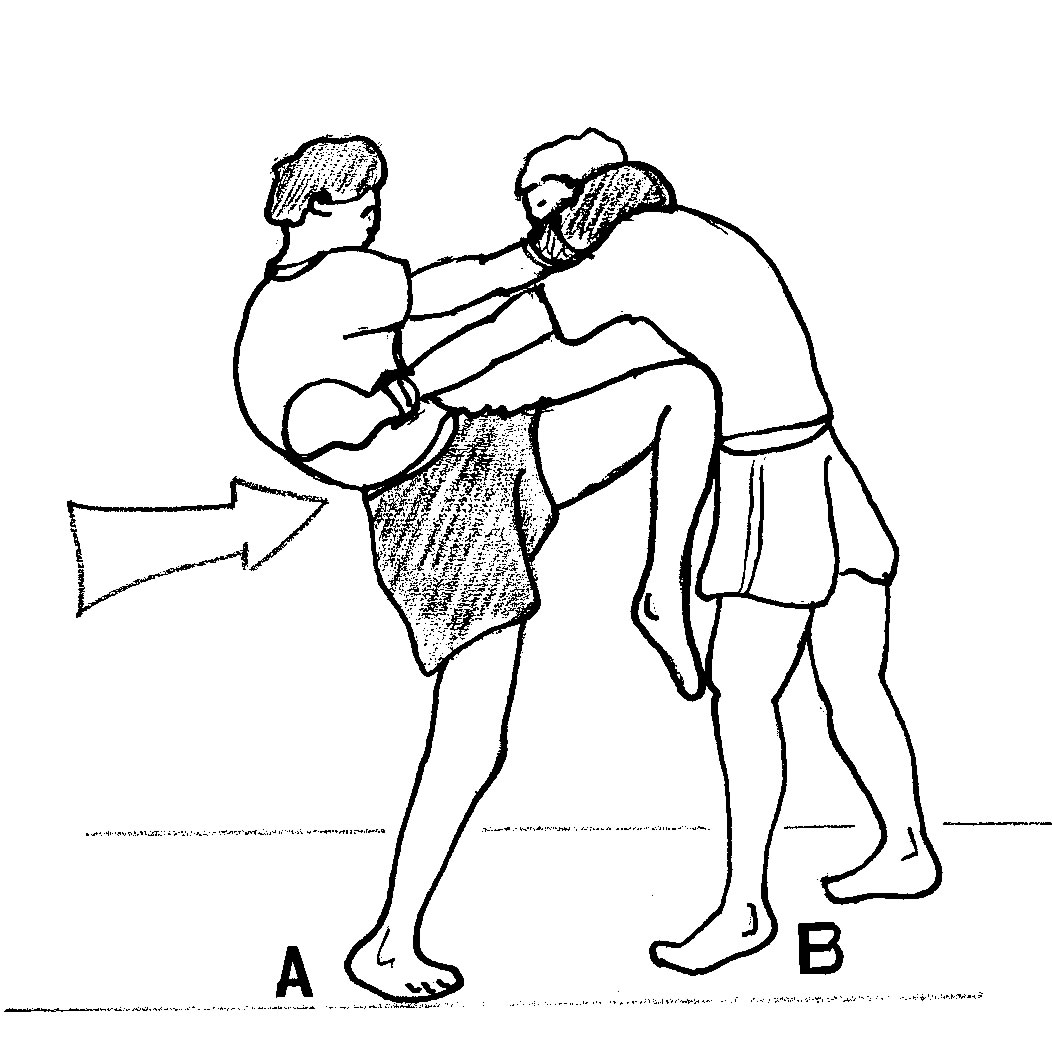
Coup de genou en lethwei.
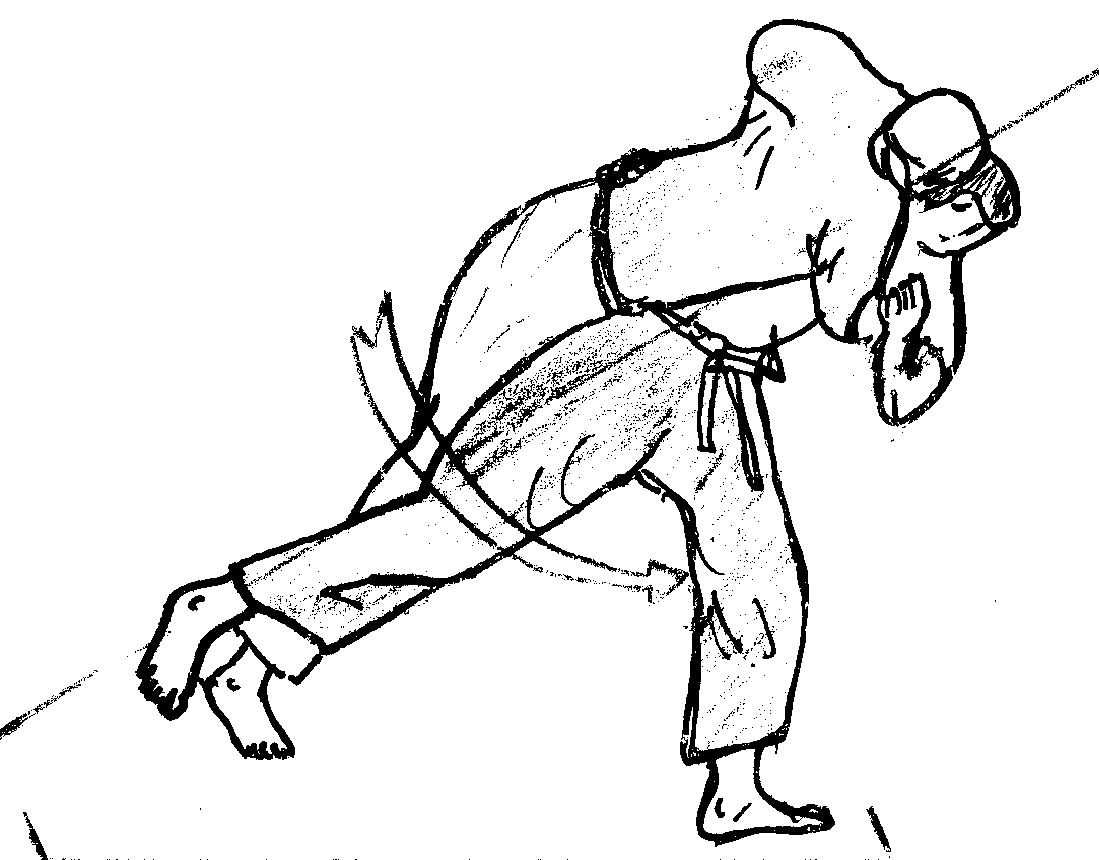
Fauchage en naban.
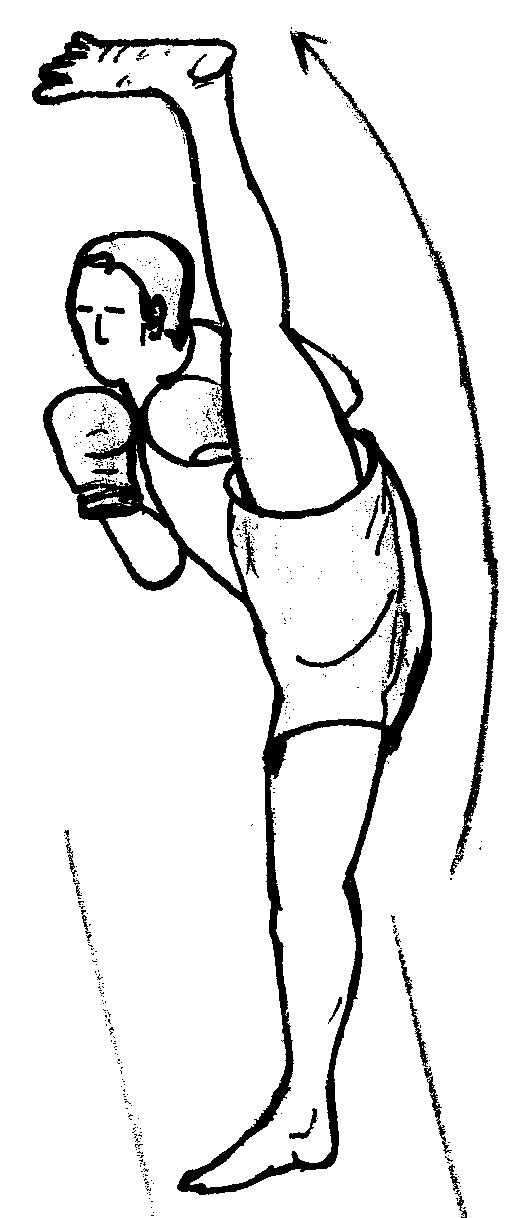
Séquences dans le vide : ici un coup de pied latéral.

### Les formes internes
Les formes internes sont des pratiques de développement et techniques énergétiques. Il en existe deux catégories principales, le bando-yoga et le min-zin.

#### Bando yoga

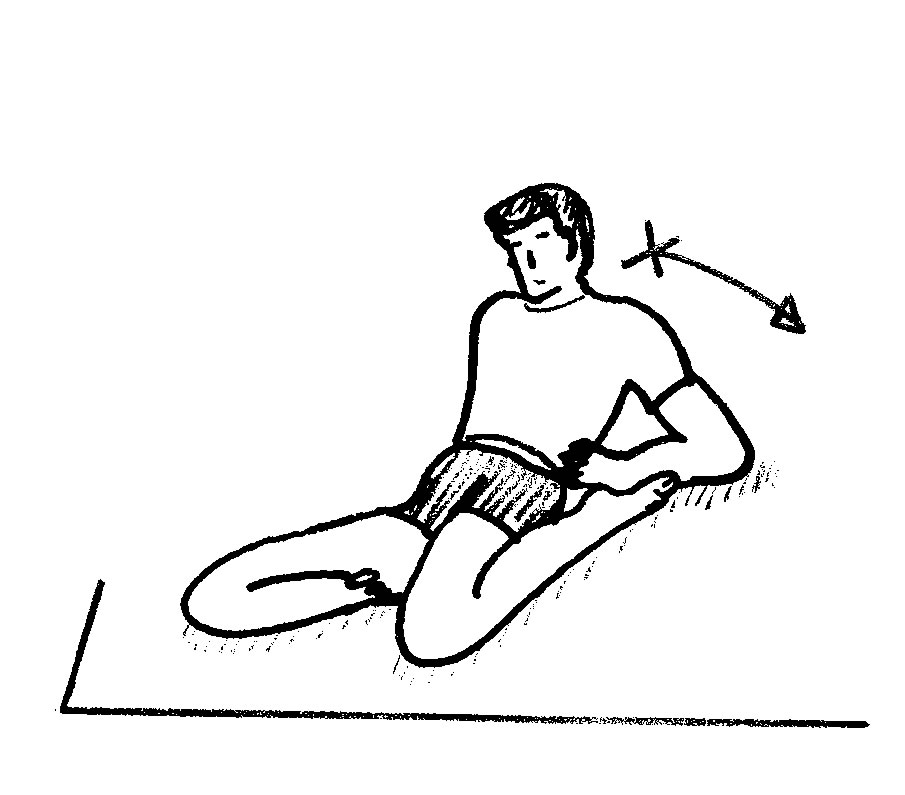
Étiremenent au sol en bando-yoga.

Le yoga birman (bando-yoga) propose différents types de pratiques dont le but est de développer la souplesse et d’enlever les tensions musculaires, avec comme instruments des vêtements et des cordelettes.  

#### Min-zin

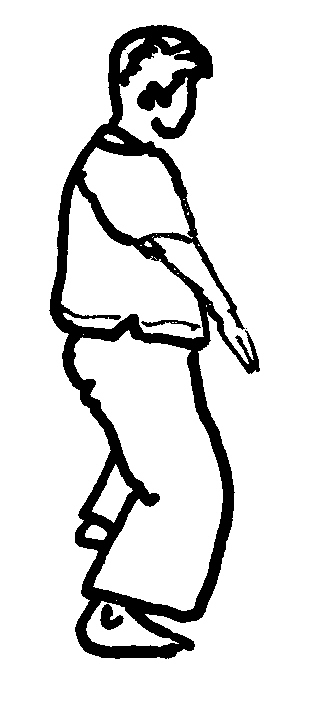
Travail respiratoire et énergétique (minzin).

Le min-zin a pour objectif le contrôle corporel et mental, par le biais d’exercices physiques et respiratoires. Il permet de soulager de nombreuses douleurs corporelles et d’obtenir un bien-être général.

### La pratique sportive
La pratique compétitive est organisée autour de plusieurs domaines. Les activités de préhension (lutte au corps à corps), les sports de percussion (boxe traditionnelle), ainsi que dans celui des réalisations de formes ancestrales (aka) ou de formes modernes (ex. : artistic akas, cardio-lethwei).

## L'architecture de la pratique du thaing

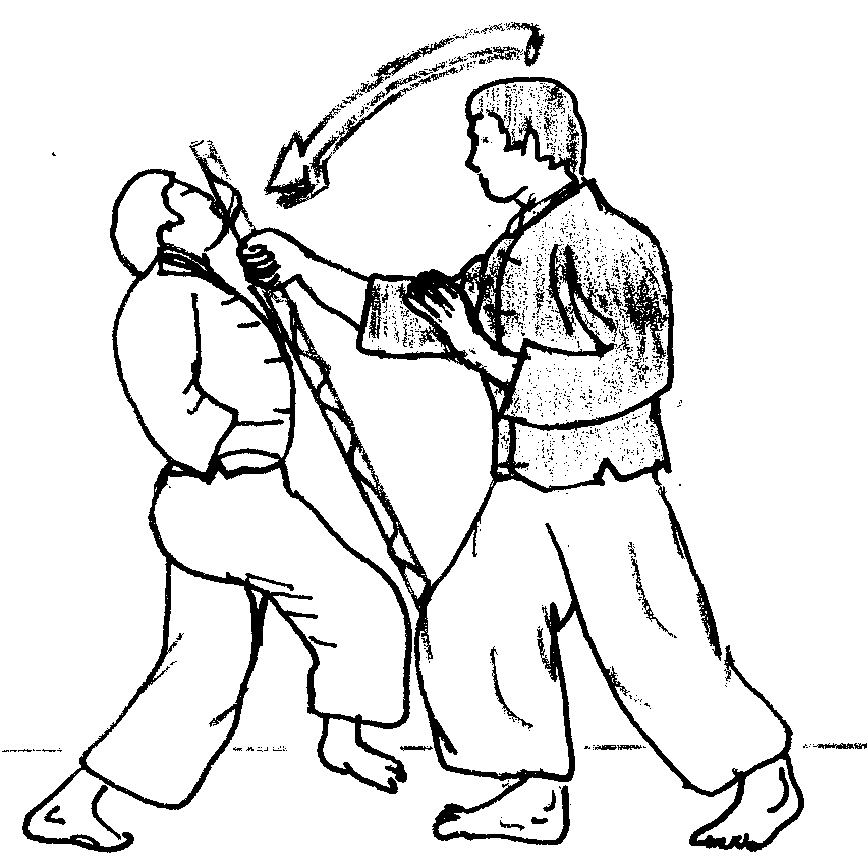
Défense avec bâton long (forme de type « système martial des moines »).

Les différentes pratiques du "thaing" peuvent s’expliquer selon quatre axes. Dans l’axe vertical : le style haut et le style bas. Dans l’axe horizontal : le système dur et le système doux. 
- Le système dur est caractérisé par des techniques puissantes et destructrices, car son utilisation consiste à neutraliser l’opposant par un mode risquant de provoquer des dégâts corporels.
- Le système doux est caractérisé par des techniques avec contrôle de sa propre énergie, l’objectif étant de minimiser les dégâts occasionnés à l’adversaire. Ce mode ne signifie ni faiblesse ni lenteur mais « maîtrise de ses actes ». Un grand expert du système doux doit être fort, rapide en mouvement, alerte mentalement et hautement instruit dans les arts martiaux.
- Le style haut est déterminé généralement par le « contrôle de ses propres émotions » pendant l’opposition. C’est le niveau de la discipline mentale qui détermine la nature du style (haut ou bas) et donc la nature de l’action ou de la réaction.
- Le style bas concerne le combattant qui ne contrôle pas son état émotionnel (la colère, l’orgueil, la rage, la vengeance, la peur, la haine, la honte, etc.). Les techniques sont violentes et ses actes sauvages.

Le Thaing prôné par les moines depuis deux millénaires développe le style haut.